# Mira Maguen
 (août 2023).
Si vous disposez d'ouvrages ou d'articles de référence ou si vous connaissez des sites web de qualité traitant du thème abordé ici, merci de compléter l'article en donnant les références utiles à sa vérifiabilité et en les liant à la section « Notes et références ».
Mira Maguen (en hébreu : מירה מגן), née le 1950 à Kfar Saba, est une écrivaine israélienne.

## Œuvres
- Des papillons sous la pluie [« Parpariym bagešem »]  (trad. Laurence Sendrowicz), Paris, Mercure de France, coll. « Bibliothèque étrangère », 2008, 421 p. (ISBN 978-2-7152-2836-8)
- L’avenir nous le dira, Anna [« Yamim Yagidu, Anna »]  (trad. Laurence Sendrowicz), Paris, Mercure de France, coll. « Bibliothèque étrangère », 2010, 440 p. (ISBN 978-2-7152-2938-9)
- La Sœur du menuisier [« Achoto Shel Ha-Nagar »]  (trad. Katherine Werchowski), Paris, Mercure de France, coll. « Bibliothèque étrangère », 2017, 280 p. (ISBN 978-2-7152-4523-5)